# Рами белое
Ра́ми белое, крапива китайская, белое рами (лат. Boehmeria nivea), — травянистое растение из Восточной Азии, вид растений рода Рами, или Бёмерия (Boehmeria) семейства крапивные (Urticaceae). Техническая культура, используется для получения текстильных волокон.

## Распространение
Вид произрастает в Японии, Центральном и Южном Китае, в Индо-Китае, Ассаме, Бенгалии и на островах Малайского архипелага.

## Ботаническое описание
Кустарник с травянистыми побегами, ветви и черешки покрыты мягкими волосками. Листья размером 7,5—15 см, плотно опушённые, верхняя сторона листовой пластинки шероховатая, нижняя — белёсая, основание клиновидное, зубцы листьев треугольные, зачастую с искривлёнными вершинами. Листья на черешках длиной 4—10 см. Прилистники шиловидной формы, опадающие. Метёлки сидячие короче черешков, женские метёлки находятся в верхней части стеблей.

## Таксономия
Boehmeria nivea (L.) Gaudich., Voy. Uranie 499. 1830.

### Синонимы
- Boehmeria candicans Hassk.
- Boehmeria frutescens var. concolor (Makino) Nakai
- Boehmeria frutescens var. viridula (Yamam.) Suzuki
- Boehmeria juncea Bedevian nom. inval.
- Boehmeria nipononivea Koidz.
- Boehmeria nivea var. candicans Wedd.
- Boehmeria nivea f. concolor (Makino) Kitam.
- Boehmeria nivea var. concolor Makino
- Boehmeria nivea subsp. nipononivea (Koidz.) Kitam.
- Boehmeria nivea f. nipononivea (Koidz.) Kitam.
- Boehmeria nivea var. nipononivea (Koidz.) W.T.Wang
- Boehmeria nivea var. tenacissima (Gaudich.) Miq.
- Boehmeria nivea var. viridula Yamam.
- Boehmeria tenacissima Gaudich. — рами зелёное, или индийская крапива
- Boehmeria thailandica Yahara
- Boehmeria utilis André
- Procris nivea Wedd. nom. inval.
- Ramium niveum (L.) Kuntze
- Urtica nivea L.

## Значение и применение
Волокно рами обладает значительной прочностью и почти не подвержено гниению, что позволяет использовать его для выделки канатов. В прошлом волокно также широко использовалось для парусной ткани. Блеск волокна рами напоминает шёлк, оно легко поддаётся окрашиванию без потери шелковистости, поэтому может применяться в дорогих материях.
В джинсах, мягких, удобных, легко «дышащих» обычно есть рами, которая порой является их основной составляющей.
Рами может применяться для изготовления тонких тканей, пулемётных лент, бумаги для денежных знаков.
Отходы идут на удобрение. Может служить кормом для шелкопряда и скота, содержит ряд витаминов.

## История культивирования
Волокна рами являются одним из древнейших материалов, использующихся человечеством. Так, они были обнаружены в текстиле из скифского захоронения начала III века до н. э. в Рыжановском кургане под Киевом
Выработка из волокна рами различных изделий традиционно была распространена в Китае и Японии. Европа познакомилась с ними впервые в царствование Елизаветы I, когда в Англию были привезены нежные ткани из китайской крапивы. Нидерландцы привозили с острова Явы подобные ткани из крапивы (Netel-Dock), носившие во Франции название «батист». В Голландии из индийской рами изготовляли полотна.
Первыми серьёзное внимание на рами обратили англичане, которые ввели культуру рами в Калькутте, а затем в северной части Индостана. С начала XIX века делались попытки ввести её и в Европе: на юге Франции, в Тоскане, Баварии, Бельгии, а также в Алжире, Мексике и США (главным образом в Луизиане и Калифорнии). В 1870-х годах культура рами появилась на Антильских островах и в Южной Америке, а затем в России — в Средней Азии и на Кавказе, особенно на Черноморском побережье. В советское время были предприняты попытки возродить выращивание рами, однако они не получили развития.
Главным препятствием к распространению культуры было незнание рациональных приёмов выращивания и отсутствие механизмов для отделения волокна от стеблей и специальных станков для прядения. В Китае, Японии и Индии такие работы делались вручную.
Позднее появились машины, позволившие избежать трудоёмкой ручной работы. Машина Фавье (Favier) позволяла отделять сухие волокна от стеблей, а машина изобретателя Фора (Faure) отделяла волокна в зелёном состоянии.